# Diospyros hierniana
Diospyros hierniana là một loài thực vật có hoa trong họ Thị. Loài này được (King & Gamble) Bakh. mô tả khoa học đầu tiên năm 1933.